# 5662 Wendycalvin
5662 Wendycalvin este un asteroid din centura principală de asteroizi.

## Descriere
5662 Wendycalvin este un asteroid din centura principală de asteroizi. A fost descoperit pe 2 martie 1981 la Siding Spring de Schelte J. Bus. Asteroidul prezintă o orbită caracterizată de o semiaxă mare de 2,99 ua, o excentricitate de 0,02 și o înclinație de 8,5° în raport cu ecliptica.